# Nelly Furtado
Nelly Kim Furtado (ur. 2 grudnia 1978 w Victorii) – kanadyjska piosenkarka, autorka tekstów, producentka muzyczna i aktorka pochodzenia portugalskiego.

## Wczesne lata
Urodziła się w Victorii w Kanadzie. Jest potomkinią portugalskich imigrantów, Marii Manueli i José António Furtado, którzy wyemigrowali z wyspy São Miguel do Kanady we wczesnych latach 60. Otrzymała imię na cześć olimpijskiej gimnastyczki, Nellie Kim. Posługuje się angielskim, portugalskim oraz hiszpańskim. W języku hindi potrafi powiedzieć kilka słów, jednak nie posługuje się nim płynnie. Potrafi grać na ukulele, puzonie, keyboardzie oraz gitarze. Pierwsze teksty pisała w wieku 7 lat.
Wychowywała się w wierze katolickiej. Ukończyła Mount Douglas Secondary School w Victorii, a następnie przeniosła się do Toronto, gdzie dostała się na uniwersytet i studiowała literaturę. Wówczas stworzyła swój pierwszy poważny projekt muzyczny Nelstar (1997). Odeszła niedługo później, ponieważ uważała, że nie jest w stanie rozwijać swoich umiejętności wokalnych.

## Kariera
Podczas występu w klubie Lee’s Palace w Toronto została dostrzeżona przez Geralda Eatona, który pomógł jej w pracach przy debiutanckim albumie studyjnym pt. Whoa, Nelly!, nagranym na zlecenie DreamWorks Records. Pierwszy singiel – „Party’s Just Begun (Again)” został wydany na ścieżce dźwiękowej do filmu W matni. Jej styl to mieszanka gatunków i kultur, dzięki temu, że w młodości Furtado mieszkała w dzielnicy, w której mieszkali emigranci z Afryki, Europy i Azji. Album stał się światowym sukcesem po wydaniu trzech kolejnych singli: „I’m Like a Bird” (za który Furtado otrzymała Nagrodę Grammy w kategorii Best Female Pop Vocal Performance), „Turn Off the Light” i „...on the Radio (Remember the Days)”.

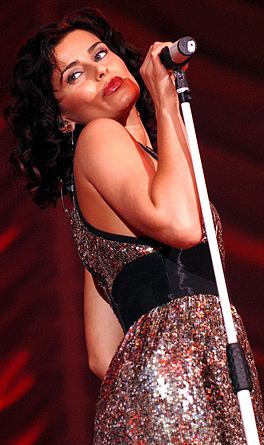
Furtado podczas koncertu w Manchester Arena, 2007

25 listopada 2003 wydała drugi album pt. Folklore, który był promowany na trasie Come as You Are Tour. Na płycie znalazła się m.in. piosenka „Força”, hymn Mistrzostw Europy w piłce nożnej 2004, które odbyły się w Portugalii. Nelly wykonała go również po finale na Estádio da Luz w Lizbonie 4 lipca 2004. Ostatnia piosenka na płycie „Childhood Dreams” jest dedykowana córeczce Furtado, Nevis. Głównym singlem promującym album jest „Powerless (Say What You Want)”. Drugim singlem jest „Try”. Kolejny singiel to „Força”. Dwa ostatnie to „Explode” i „The Grass Is Green”.
23 maja 2006 wydała trzeci album pt. Loose, który promowała singlem „Maneater”. Na trzecim albumie gościnnie udzielili się m.in. Pharrell Williams, Timbaland i Ms. Jade. Album stał się numerem jeden w Stanach Zjednoczonych i Kanadzie, ale też w wielu innych krajach. 16 lutego 2007 rozpoczęła Get Loose Tour. Wróciła w marcu do swojego rodzinnego miasta, by wykonać koncert na rzecz Save On-Foods Memorial Centre. Na cześć tej wizyty lokalne władze ustanowiły 21 marca 2007 Dniem Nelly Furtado. Po zakończeniu trasy wydała pierwsze koncertowe DVD/CD pt. Loose: The Concert.
1 kwietnia 2007 była wykonawcą i gospodarzem na Juno Awards 2007 w Saskatoon. Odebrała wszystkie pięć nagród, do których była nominowana, w tym za Album Roku i Singel Roku. Wystąpiła też na Concert for Diana na stadionie Wembley w Londynie, 1 lipca 2007, gdzie wykonała „Say It Right”, „Maneater” i „I’m Like a Bird”. W 2007 wraz z Justinem Timberlake’iem wzięli udział w nagraniu singla Timbalanda „Give It to Me”. 11 lipca 2008 wystąpiła w Poznaniu w ramach obchodzonego tam Roku Klimatu i Środowiska, koncert przerwano jednak po wykonaniu przez wokalistkę trzech piosenek z powodu nawałnicy.
Koncert odbył się następnego dnia.

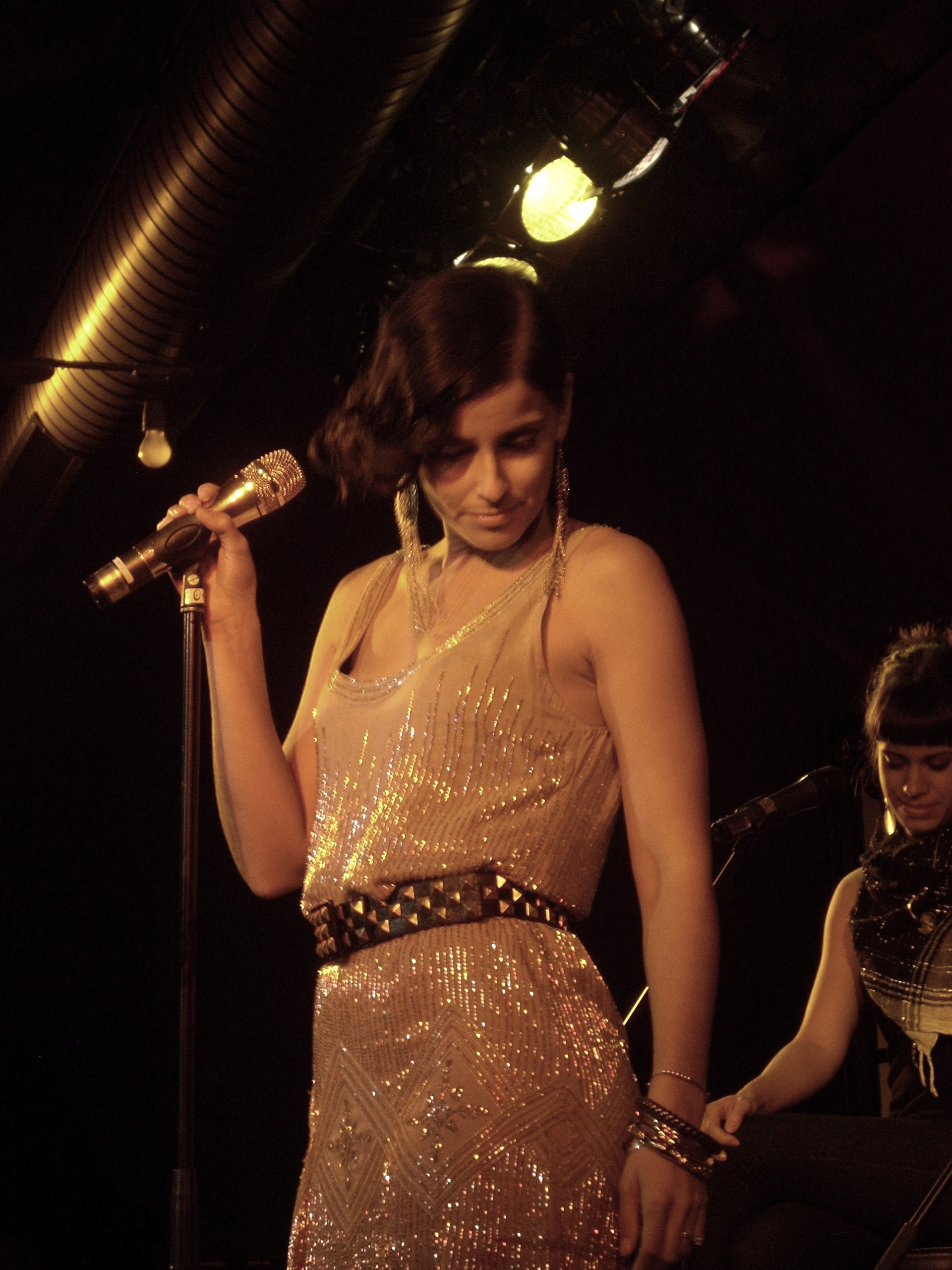
Nelly Furtado podczas koncertu, 2009

30 marca 2009 ukazała się płyta Flo Ridy pt. R.O.O.T.S., na której znalazł się utwór „Jump” wykonywany z Nelly Furtado. 14 września piosenkarka wydała czwarty album studyjny pt. Mi Plan, na którym umieściła 12 utworów w języku hiszpańskim. Do współpracy przy płycie zostali zaproszeni m.in. Julieta Venegas i La Mala Rodriguez (utwór „Bajo Otra Luz”), Alexa Cuba („Mi plan”) i Alejandro Fernandez („Sueños”). Album promowała singlem „Manos al Aire”, do którego zrealizowała teledysk. 15 września wydała utwór „Más”.
Została zaproszona do współpracy z DJ Tiësto, z którym nagrała utwór „Who Wants to Be Alone”, umieszczony na albumie pt. Kaleidoscope. Współpraca z Timbalandem zaowocowała również piosenką „Morning After Dark” umieszczoną na jego albumie pt. Timbaland Presents Shock Value 2.
W lutym 2010 potwierdziła, że piąty album studyjny będzie zawierał niewielkie wpływy funku, a piosenki nagra ze współpracy z Ryanem Tedderem. 12 listopada 2010 wydała składankę pt. The Best of Nelly Furtado, na której umieściła największe przeboje wydane na przestrzeni 10 lat od momentu rozpoczęcia kariery, a także trzy premierowe piosenki. Na potrzeby filmu Gnomeo i Julia Nelly Furtado i Elton John nagrali cover piosenki „Crocodile Rock”. Na potrzeby filmu Score: A Hockey Musical nagrała cover piosenki zespołu Rush pt. „Time Stand Still”. W 2011 nagrała cover piosenki „The Seeker” w oryginalnym wykonaniu Dolly Parton na potrzeby filmu The Year Dolly Parton was My Mum.

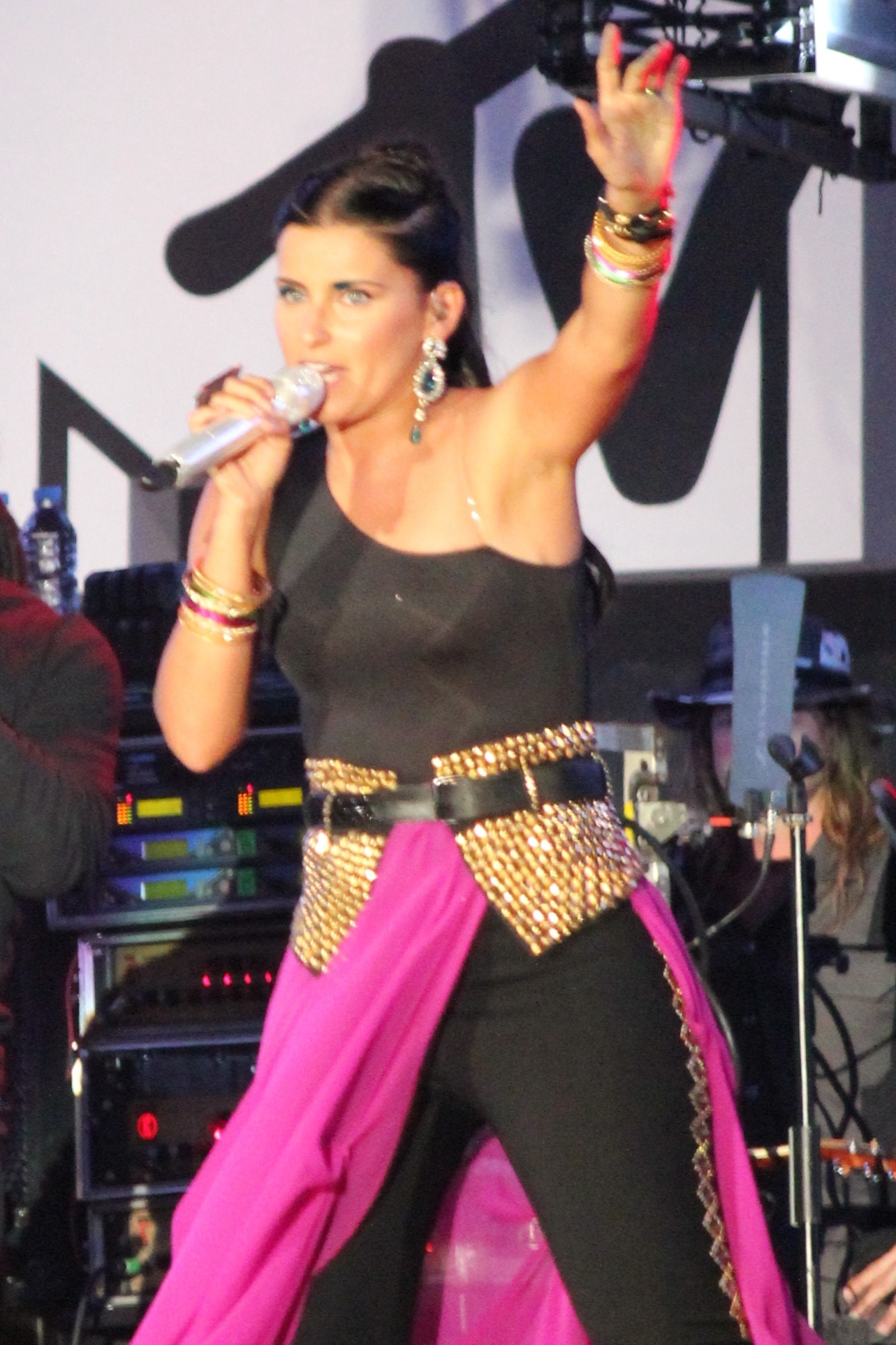
Nelly Furtado podczas występu na festiwalu Isle of MTV na Malcie.

14 września 2012 wydała kolejny album studyjny pt. The Spirit Indestructible, który promowała singlami „Big Hoops (Bigger the Better)”, „The Spirit Indestructible”, „Waiting For The Night” oraz „Parking Lot”, do których zrealizowała klipy, a także trasą koncertową T.S.I Tour. Współpracowała z producentem Rodneyem Jenkinsem, Salaamem Remi oraz DJ Tiësto. 4 sierpnia 2013 wystąpiła w Szczecinie jako główna gwiazda muzyczna finału regat The Tall Ships’ Races
31 marca 2017 wydała album studyjny pt. The Ride.

## Życie prywatne
W latach 2001–2005 była związana z Jasperem Gahunią, z którym ma córkę, Nevis Chetan (ur. 2003). Po rozstaniu Furtado powiedziała magazynowi „Blender”, że pozostaną przyjaciółmi i wspólnie będą wychowywać dziecko. W lipcu 2008 poślubiła inżyniera dźwięku Demacia Castellona. Latem 2016 rozstali się

## Działalność charytatywna
Prowadziła program na MTV o AIDS, w którym pojawili się Alicia Keys i Justin Timberlake. We wrześniu 2011 podczas Free The Children „We Day” w Toronto oznajmiła, że przekazuje 1 mln dolarów organizacji „Free The Children” na budowę szkół dla dziewcząt w Maasai.

## Dyskografia

### Albumy
- Whoa, Nelly! (2000)
- Folklore (2003)
- Loose (2006)
- Mi Plan (2009)
- The Spirit Indestructible (2012)
- The Ride (2017)

### Utwory z czasów Nelstar
- „Like”
- „Rockstar”
- „Fortress Bell”
- „Trippin”

## Nagrody i nominacje
| Rok  | Nagroda                           | Kategoria                               | Tytuł                                                                           | Wynik     |
| ---- | --------------------------------- | --------------------------------------- | ------------------------------------------------------------------------------- | --------- |
| 2001 | Radio Music Awards                | Most Requested Song                     | „Turn off the Light”                                                            | wygrana   |
| 2001 | Billboard Music Video Awards      | Best Pop New Artist Clip                | „I’m like a Bird”                                                               | wygrana   |
| 2001 | Nagroda Juno                      | Best New Solo Artist                    |                                                                                 | wygrana   |
| 2001 | Nagroda Juno                      | Best Single                             | „I’m like a Bird”                                                               | wygrana   |
| 2001 | Nagroda Juno                      | Best Songwriter                         | „Turn off the Light”, „I’m like a Bird”, „...On the Radio (Remember the Days)”  | wygrana   |
| 2001 | Nagroda Juno                      | Best Producer                           | „I’m like a Bird”, „Turn off the Light” (również Gerald Eaton i Brian West)     | wygrana   |
| 2001 | Nagroda Juno                      | Best Pop Album                          | Whoa, Nelly!                                                                    | nominacja |
| 2001 | Nagroda Juno                      | Best Recording Engineer                 | „I’m like a Bird”, „Turn off the Light” (nagrodzeni: Brian West i Brad Haehnel) | nominacja |
| 2001 | West Coast Music Awards           | Producer of the Year                    | Whoa, Nelly!                                                                    | wygrana   |
| 2001 | West Coast Music Awards           | Best Pop/Dance Release                  | Whoa, Nelly!                                                                    | wygrana   |
| 2001 | West Coast Music Awards           | Female Artist of the Year               |                                                                                 | wygrana   |
| 2001 | West Coast Music Awards           | Best Major Distribution Release         | Whoa, Nelly!                                                                    | wygrana   |
| 2001 | My VH1 Awards                     | Welcome to the Big Time Award           |                                                                                 | nominacja |
| 2002 | American Music Awards             | Favorite Pop/Rock New Artist            |                                                                                 | nominacja |
| 2002 | Much Music Video Awards           |                                         | „...On the Radio (Remember the Days)”                                           | wygrana   |
| 2002 | Much Music Video Awards           | Favourite Canadian Artist               |                                                                                 | wygrana   |
| 2002 | NAACP Image Awards                | Outstanding New Artist                  |                                                                                 | nominacja |
| 2002 | Canadian Radio Music Awards       | Chart Topper Award                      |                                                                                 | wygrana   |
| 2002 | Nagroda Grammy                    | Best Female Pop Vocal Performance       | „I’m like a Bird”                                                               | wygrana   |
| 2002 | Nagroda Grammy                    | Song of the Year                        | „I’m like a Bird”                                                               | nominacja |
| 2002 | Nagroda Grammy                    | Best Pop Vocal Album                    | Whoa, Nelly!                                                                    | nominacja |
| 2002 | Nagroda Grammy                    | Best New Artist                         |                                                                                 | nominacja |
| 2002 | Nagroda Juno                      | Best Artist                             |                                                                                 | nominacja |
| 2002 | Nagroda Juno                      | Best Album                              | Whoa, Nelly!                                                                    | nominacja |
| 2002 | ASCAP Awards                      | Pop Music Award                         | „I’m like a Bird”                                                               | wygrana   |
| 2004 | Nagroda Juno                      | Single of the Year                      | „Powerless (Say What You Want)”                                                 | wygrana   |
| 2004 | Nagroda Juno                      | Artist of the Year                      |                                                                                 | nominacja |
| 2004 | Nagroda Juno                      | Songwriter of the Year                  | „Saturdays”, „Powerless (Say What You Want)”, „Childhood Dreams”                | nominacja |
| 2004 | Nagroda Juno                      | Album of the Year                       | Folklore                                                                        | nominacja |
| 2004 | Nagroda Juno                      | Pop Album of the Year                   | Folklore                                                                        | nominacja |
| 2005 | Nagroda Juno                      | Jack Richardson – Producer of the Year  | „Try”, „Explode” (z Track & Field)                                              | nominacja |
| 2006 | Teen Choice Awards                | Choice V Cast Music Artist              |                                                                                 | wygrana   |
| 2006 | Teen Choice Awards                | Choice Song of the Summer               | „Promiscuous” (gościnnie Timbaland)                                             | wygrana   |
| 2006 | Teen Choice Awards                | Music – Choice R&B/Hip Hop Track        | „Promiscuous” (gościnnie Timbaland)                                             | wygrana   |
| 2006 | MTV Video Music Awards            | Best Pop Video                          | „Promiscuous” (gościnnie Timbaland)                                             | nominacja |
| 2006 | MTV Video Music Awards            | Best Female Video                       | „Promiscuous” (gościnnie Timbaland)                                             | nominacja |
| 2006 | MTV Video Music Awards            | Best Dance Video                        | „Promiscuous” (gościnnie Timbaland)                                             | nominacja |
| 2006 | Los Premios MTV Latin America     | Best International Pop Artist           |                                                                                 | nominacja |
| 2006 | MTV Europe Music Awards           | Best Female                             |                                                                                 | nominacja |
| 2006 | MTV Europe Music Awards           | Best Song                               | „Maneater”                                                                      | nominacja |
| 2006 | MTV Europe Music Awards           | Best Album                              | Loose                                                                           | nominacja |
| 2006 | American Music Awards             | Favorite Pop/Rock Female Artist         |                                                                                 | nominacja |
| 2006 | World Music Awards                | Best Pop/Rock Artist                    | Loose                                                                           | wygrana   |
| 2006 | Billboard Music Awards            | Hot 100 Single of the Year              | „Promiscuous”                                                                   | nominacja |
| 2006 | Billboard Music Awards            | Pop Single of the Year                  | „Promiscuous”                                                                   | wygrana   |
| 2006 | Groovevolt Music & Fashion Awards | Song of the Year                        | „Promiscuous”                                                                   | nominacja |
| 2006 | Groovevolt Music & Fashion Awards | Best Female Pop Album                   | Loose                                                                           | nominacja |
| 2006 | Groovevolt Music & Fashion Awards | Best Collaboration, Duo or Group        | „Promiscuous”                                                                   | nominacja |
| 2006 | Groovevolt Music & Fashion Awards | Best Deep Cut (Unreleased Album Track)  | „Afraid”                                                                        | nominacja |
| 2007 | People’s Choice Awards            | Favorite Pop Song                       | „Promiscuous”                                                                   | nominacja |
| 2007 | NRJ Music Awards                  | International Revelation of the Year    |                                                                                 | wygrana   |
| 2007 | NRJ Music Awards                  | International Song of the Year          | „Maneater”                                                                      | nominacja |
| 2007 | Nagroda Grammy                    | Best Pop Collaboration with Vocals      | „Promiscuous” (gościnnie Timbaland)                                             | nominacja |
| 2007 | BRIT Awards                       | International Female Solo Artist        |                                                                                 | wygrana   |
| 2007 | German Echo Awards                | International Female Artist of the Year |                                                                                 | nominacja |
| 2007 | Nagroda Juno                      | Juno Fan Choice Award                   |                                                                                 | wygrana   |
| 2007 | Nagroda Juno                      | Single of the Year                      | „Promiscuous” (gościnnie Timbaland)                                             | wygrana   |
| 2007 | Nagroda Juno                      | Album of the Year                       | Loose                                                                           | wygrana   |
| 2007 | Nagroda Juno                      | Artist of the Year                      |                                                                                 | wygrana   |
| 2007 | Nagroda Juno                      | Pop Album of the Year                   | Loose                                                                           | wygrana   |
| 2007 | Fryderyki                         | International Album Of The Year         | Loose                                                                           | nominacja |
| 2007 | MTV Europe Music Awards           | Najbardziej uzależniająca piosenka      | „All good things”                                                               | nominacja |
| 2007 | MTV Europe Music Awards           | Najlepszy album                         | Loose                                                                           | wygrana   |
| 2007 | MTV Europe Music Awards           | Najlepszy artysta solowy                |                                                                                 | nominacja |
| 2007 | TMF Music Awards                  | Best International Female Artist        |                                                                                 | wygrana   |
| 2007 | Los Premios Principales           | Najlepszy artysta międzynarodowy        |                                                                                 | wygrana   |

## Kariera aktorska
Nelly Furtado zaczęła grać w przedstawieniach w szkole średniej. W 2001 wystąpiła gościnnie w znanym młodzieżowym serialu Roswell: W kręgu tajemnic.
Po wydaniu płyty Loose, piosenkarka była często zapraszana do udziału w filmach. Pojawiła się w portugalskiej operze mydlanej Floribella i amerykańskiej Tylko jedno życie, gdzie wykonywała swoje największe przeboje wraz z Saukratesem. Następnie zagrała w odcinku zatytułowanym Some Buried Bones popularnego serialu CSI: Kryminalne zagadki Nowego Jorku. Zagrała tu postać Avy Brandt, profesjonalnej złodziejki i ofiary domowej przemocy.
W 2010 zagrała zagorzałą fankę hokeja w musicalu pt. Score: A Hockey Musical.

## Muzyka wykorzystana w filmach i serialach
- Max Payne
- CSI: Kryminalne zagadki Miami
- Brokedown Palace 1999
- Roswell: W kręgu tajemnic 1999
- Lara Croft: Tomb Raider 2001
- Pamiętnik księżniczki 2001
- Tajemnice Smallville 2002
- Velo de novia 2003
- Wielkie kino 2007
- CSI: Kryminalne zagadki Nowego Jorku 2007
- O Regresso dos Incríveis – Cristiano Ronaldo 2010